# Ateisme jueu
L'ateisme jueu es refereix l'ateisme confessat per persones que són ètnica i culturalment jueves en major o menor mesura. Atès que el judaisme té connotacions tant ètniques com religioses, el terme "ateisme jueu" no implica necessàriament una contradicció. Basat en l'èmfasi de la llei jueva en l'ascendència matrilineal, les autoritats jueves ortodoxes, fins i tot les molt conservadores, accepten un ateu nascut d'una mare jueva com una persona completament jueva. Un estudi americà del 2011 constatà que la meitat dels jueus d'aquest país tenien dubtes sobre l'existència de Déu, en comparació amb el 10-15% d'altres grups religiosos nord-americans.